# Jan Allan
Jan Bertil Allan (Falun, 7 november 1934) is een jazz-trompettist en componist uit Zweden. Hij is een van de belangrijkere figuren in de moderne jazz in dat land.

## Biografie
Allan begon op de pianist, maar koos uiteindelijk voor de trompet als zijn belangrijkste instrument. In de jaren vijftig werkte hij in de bands van Rolf Billberg/Lars Gulin en Carl-Henrik Norin. In de periode 1960-1963 leidde hij een eigen kwintet, in de jaren erna speelde hij met onder anderen Arne Domnérus en Harry Arnold, alsook met Georg Riedel, Bengt Hallberg en Nils Lindberg, musici met wie hij decennialang af en toe samenwerkte. Van 1968 tot 1975 speelde hij in de jazzgroep van de Zweedse radio. In 1970 verscheen een album onder eigen naam, die hem de Zweedse equivalent van de Grammy opleverde. In de jaren zeventig werkte hij als freelancer en begeleidde hij bezoekende Amerikaanse musici. In de jaren tachtig werd hij lid van het trio van Georg Riedel. Hij heeft meegespeeld op albums van onder meer George Russell, Thad Jones, Lee Konitz, Claes Janson, Rune Gustafsson en Alice Babs. Ook was hij actief als componist van filmmuziek.
In 2009 ontving hij de Zweedse Django d'Or. In 2015 ontving hij de koninklijke onderscheiding Litteris et Artibus.

## Discografie (selectie)
- Jan Allan-70
- Sweet and Lovely (met Rune Gustafsson en georg Riedel), 1993
- Software (met Erik Norstrom), Imogena Records, 2000
- Trio Con Tromba, Dragon Records, 2002

- Bibliothèque nationale de France: cb166542535 (data)
- Gemeinsame Normdatei: 140978208
- International Standard Name Identifier: 0000 0003 7440 1993
- Library of Congress Control Number: n91079904
- MusicBrainz: 90fa7c3a-779c-4dc3-b7e6-ee8b29d26e6d
- Nationale Bibliotheek van Israël: 987007329501905171
- LIBRIS: 286950
- SNAC: w6v789kc
- Virtual International Authority File: 51672682
- WorldCat: E39PBJhhp73k3jm9jWMWH3r8YP